# 丹原祭り
丹原祭り（たんばらまつり）とは、愛媛県西条市で行われる秋祭りのうち、平成の大合併以前の旧丹原町で行われる神社の祭礼の名称である。

## 各地区（神社）ごとの祭礼

### 綾延神社祭礼
鎮座地：愛媛県西条市丹原町田野上方
例祭日：毎年10月第3日曜日とその前日
参勤交代を再現した「松下流殿中奴」（市指定無形民俗文化財）が行われる。
奴行列は先頭の総代（才許）が指揮を執り、挟箱・薙刀・大鳥毛・小鳥毛・熊毛槍が2列に並び御旅所まで神輿を先導する。参道では約50ｍ毎にで薙刀持ちの掛け声で毛槍持ちが掛け声を掛け、右手に毛槍、左手と足でゆっくりと動作をする。獅子舞も同様に披露される。これを繰り返し神社から御旅所（西条市丹原町田野市原）まで奴が進まないので、神輿は奴行列の間隙を縫って前に出ようと試みるがその都度阻止されるので逆戻りをする。そのため奴と神輿が進路を巡って小競り合いを繰り返す喧嘩奴で知られている。

### 磐根神社祭礼
鎮座地：愛媛県西条市丹原町鞍瀬高座
例祭日：毎年10月第3日曜日
江戸時代に始まったとされる「赤坂流道中奴」（市指定無形民俗文化財）が行われる。
神輿渡御の先頭は獅子舞が露払いとして進み、その後ろに奴行列が続く。奴行列は先頭から挟箱（二箱4人）・長刀一振（2人で1組）、その後一番奴から六番奴が続く。各番の奴は槍2本と4人で1組となり、4人が2人前後になり、それぞれの垂直に立った毛槍を後ろの2人から前の2人へ投げ渡し、渡した人は片足跳びで前へ進む。これを繰り返しながら行列が進行する。
赤坂流はかつて八雲神社（同市丹原町高松）でも行われていたが、明治10年（1877）頃廃止されたという。

### 福岡八幡神社祭礼
鎮座地：愛媛県西条市丹原町今井１
例祭日：10月16日

### 丹原秋祭り統一かきくらべ
日時：10月15日　午後6時より
場所：丹原公民館前駐車場
だんじり（屋台、楽車）６台・みこし（御輿楽車）2台が集結し、かきくらべが行われる。

### 丹原地区秋祭り統一行動
日時：10月16日　午後3時より（雨天中止）
場所：西条市立丹原小学校
丹原地区愛護班・丹原公民館主催で統一行動が行われる。各地区より子供太鼓台、みこし等が一堂に集結する。
平成27年（2015）の統一行動には今井の神輿・池田の獅子舞・上町御輿楽車・願連寺太鼓台・久妙寺太鼓台・下町太鼓台が登場した。